# 寺沟镇 (岷县)
寺沟镇，是中华人民共和国甘肃省定西市岷县下辖的一个乡镇级行政单位。
2017年，甘肃省民政厅批复同意撤销寺沟乡，设立寺沟镇。

## 行政区划
寺沟镇下辖以下地区：
纸坊村、白土坡村、杨家堡村、舍扎村、老鸦山村、坞麻沟村、张麻路村、扎地村、朱麻滩村、寺沟村、八步川村、录沙村、巴仁村、多纳村、立珠村和立林村。